# Margaret Court Arena
La Margaret Court Arena (MCA) è una parte del complesso di Melbourne Park, situato nella città di Melbourne, nello stato di Victoria in Australia. È uno dei più importanti stadi dove si svolgono gli Australian Open. È stato inaugurato con una capienza di 6.000 posti a sedere nel 1988, lo stesso anno in cui è stata inaugurata la Rod Laver Arena, che è lo stadio principale di Melbourne Park.
Inizialmente era chiamata Show Court One ed è stata rinominata Margaret Court Arena nel 2003 in onore della tennista australiana Margaret Court vincitrice di 11 Australian Open. Nel 2010 è stato dato il via al progetto di ristrutturazione dell'intero Melbourne Park, con il quale la capienza della Margaret Court Arena è stata portata a 7.500 posti a sedere ed è stato inoltre costruito un tetto retrattile sullo stadio. I lavori di ristrutturazione della MCA furono portati a termine prima degli Australian Open 2015.
L'impianto viene utilizzato per ospitare diversi sport compreso tennis, netball e pallacanestro; al suo interno si tengono inoltre eventi artistici come concerti musicali dal vivo, spettacoli di balletto ecc.